# 労働・年金省
労働・年金省（ろうどう・ねんきんしょう、Department for Work and Pensions、DWP）は、イギリスの行政機関の一つ。福祉と年金に対して責務を持ち、省庁の中で最も人員規模と予算規模が大きい。
省の業務は以下の4つに分かれている。
- ジョブセンタープラス（Jobcentre Plus） は、労働年代層に対してのベネフィット（求職者支援（英語版）やEmployment and Support Allowance）を支給する。
- The Pension Serviceは、国営基礎年金（英語版）と年金クレジット（英語版）を支給し、またそれに関連する業務を扱う。
- Disability and Carers Service は、障害者に対しての金銭的支援や仕事紹介などを行う。
- The Child Maintenance Group は児童保護を担当し、児童支援局（英語版）や児童管理サービス（英語版）を運営する。